# Jasser Khmiri
Jasser Khmiri (arabe : جاسر الخميري), né le 27 juillet 1997 à Tunis, est un footballeur international tunisien. Il joue au poste de défenseur central à l'Étoile sportive du Sahel.

## Biographie

### En club
Formé au Stade tunisien, Jasser Khmiri fait ses débuts avec ce club en 2016. Lors de la saison 2017-2018, il inscrit trois buts en championnat avec le Stade tunisien.
Lors du mercato hivernal de 2019, Khmiri file en Major League Soccer pour la franchise canadienne des Whitecaps de Vancouver. Il signe un contrat garanti jusqu'à la fin de la saison 2021 puis une année en option. Le montant du transfert est de 450 000 dollars. Le 26 mars 2021, il est prêté en deuxième division au San Antonio FC. À la fin du prêt, il est transféré définitivement à ce club.
Lors du mercato hivernal de 2023, il retourne en Tunisie pour rejoindre l'Étoile sportive du Sahel.

### En équipe nationale
En octobre 2020, Khmiri est appelé par le sélectionneur national Mondher Kebaier à l'occasion de deux matchs amicaux contre le Soudan et le Nigeria,. Il joue son premier match en équipe nationale le 9 octobre, face au Soudan (victoire 3-0),.

## Palmarès
- Vainqueur du championnat de Tunisie en 2023